# Pheidologeton diversus
Pheidologeton diversus is een mierensoort uit de onderfamilie van de Myrmicinae. De wetenschappelijke naam van de soort is voor het eerst geldig gepubliceerd in 1851 door Jerdon.